# Kevin Shem
Kevin Shem (5 dicembre 1993) è un calciatore vanuatuano, difensore del Tafea.

## Carriera

### Club
Ha sempre giocato nel campionato vanuatuano.

### Nazionale
Ha esordito in nazionale nel 2012, partecipando a due edizioni della Coppa d'Oceania.